# Puchar Świata juniorów w łyżwiarstwie szybkim 2014/2015
Puchar Świata Juniorów w łyżwiarstwie szybkim 2014/2015 był siódmą edycją tej imprezy. Cykl rozpoczął się w Calgary 22 listopada 2014 roku, a zakończył 15 lutego 2015 w Warszawie.
Puchar Świata rozegrany został w 5 miastach, w 5 krajach, na 3 kontynentach.

## Medaliści zawodów

### Kobiety
| Lp.    | Data                 | Miejscowość | Konkurencja              | 1 miejsce          | 2 miejsce            | 3 miejsce            |
| ------ | -------------------- | ----------- | ------------------------ | ------------------ | -------------------- | -------------------- |
| 1. PŚJ | 22-23 listopada 2014 | Calgary     | 1000 m (22.11)           | Miku Fujimori      | Kako Yamane          | Ayano Satō           |
| 1. PŚJ | 22-23 listopada 2014 | Calgary     | 3000 m (22.11)           | Nene Sakai         | Isabelle Weidemann   | Ayano Satō           |
| 1. PŚJ | 22-23 listopada 2014 | Calgary     | Sprint drużynowy (22.11) | Stany Zjednoczone  | Japonia              | Kanada               |
| 1. PŚJ | 22-23 listopada 2014 | Calgary     | 500 m (23.11)            | Miku Asano         | Miku Fujimori        | Kako Yamane          |
| 1. PŚJ | 22-23 listopada 2014 | Calgary     | 1500 m (23.11)           | Nene Sakai         | Juliette Wheler      | Miku Fujimori        |
| 1. PŚJ | 22-23 listopada 2014 | Calgary     | Start masowy (23.11)     | Juliette Wheler    | Ayano Satō           | Nene Sakai           |
| 2. PŚJ | 13-14 grudnia 2014   | Mińsk       | 1000 m (13.12)           | Tessa Boogaard     | Aleksandra Kapruziak | Daria Kaczanowa      |
| 2. PŚJ | 13-14 grudnia 2014   | Mińsk       | 3000 m (13.12)           | Melissa Wijfje     | Jelizaweta Kazelina  | Leia Behlau          |
| 2. PŚJ | 13-14 grudnia 2014   | Mińsk       | Sprint drużynowy (13.12) | Holandia           | Rosja                | Polska               |
| 2. PŚJ | 13-14 grudnia 2014   | Mińsk       | 500 m (14.12)            | Daria Kaczanowa    | Jelizaweta Kazelina  | Alyona Stapcowa      |
| 2. PŚJ | 13-14 grudnia 2014   | Mińsk       | 1500 m (14.12)           | Melissa Wijfje     | Jelizaweta Kazelina  | Leia Behlau          |
| 2. PŚJ | 13-14 grudnia 2014   | Mińsk       | Start masowy (14.12)     | Leia Behlau        | Esmee Visser         | Loes Adegeest        |
| 3. PŚJ | 10-11 stycznia 2015  | Changchun   | 1000 m (10.01)           | Shi Xiaoxuan       | Nam Ye-won           | Kim Min-sun          |
| 3. PŚJ | 10-11 stycznia 2015  | Changchun   | 3000 m (10.01)           | Park Ji-woo        | Jang Su-ji           | Han Mei              |
| 3. PŚJ | 10-11 stycznia 2015  | Changchun   | Sprint drużynowy (10.01) | Chiny II           | Korea Południowa     | Chiny I              |
| 3. PŚJ | 10-11 stycznia 2015  | Changchun   | 500 m (11.01)            | Nam Ye-won         | Lin Xue              | Kim Min-sun          |
| 3. PŚJ | 10-11 stycznia 2015  | Changchun   | 1500 m (11.01)           | Jang Su-ji         | Eom Chae-rin         | Park Ji-woo          |
| 3. PŚJ | 10-11 stycznia 2015  | Changchun   | Start masowy (11.01)     | Park Ji-woo        | Tian Ruining         | Xi Dongxue           |
| 4. PŚJ | 17-18 stycznia 2015  | Collalbo    | 500 m (18.01)            | Vanessa Bittner    | Nan Sun              | Kim Min-sun          |
| 4. PŚJ | 17-18 stycznia 2015  | Collalbo    | 3000 m (17.01)           | Melissa Wijfje     | Jelizaweta Kazelina  | Esmee Visser         |
| 4. PŚJ | 17-18 stycznia 2015  | Collalbo    | Bieg drużynowy (17.01)   | Korea Południowa   | Austria              | Holandia             |
| 4. PŚJ | 17-18 stycznia 2015  | Collalbo    | 1500 m (18.01)           | Melissa Wijfje     | Jelizaweta Kazelina  | Sanneke De Neeling   |
| 4. PŚJ | 17-18 stycznia 2015  | Collalbo    | 1000 m (17.01)           | Melissa Wijfje     | Tessa Boogaard       | Aleksandra Kapruziak |
| 4. PŚJ | 17-18 stycznia 2015  | Collalbo    | Start masowy (17.01)     | Vanessa Bittner    | Melissa Wijfje       | Sanneke De Neeling   |
| 5. PŚJ | 14-15 lutego 2015    | Warszawa    | 500 m (14.02)            | Kim Min-sun        | Daria Kaczanowa      | Sanneke De Neeling   |
| 5. PŚJ | 14-15 lutego 2015    | Warszawa    | 3000 m (14.02)           | Melissa Wijfje     | Park Ji-woo          | Isabelle Weidemann   |
| 5. PŚJ | 14-15 lutego 2015    | Warszawa    | Bieg drużynowy (14.02)   | Korea Południowa   | Holandia             | Japonia              |
| 5. PŚJ | 14-15 lutego 2015    | Warszawa    | 1500 m (15.02)           | Melissa Wijfje     | Jelizaweta Kazelina  | Park Ji-woo          |
| 5. PŚJ | 14-15 lutego 2015    | Warszawa    | 1000 m (15.02)           | Sanneke De Neeling | Nan Sun              | Tessa Boogaard       |
| 5. PŚJ | 14-15 lutego 2015    | Warszawa    | Start masowy (15.02)     | Park Cho-weon      | Sanneke De Neeling   | Park Ji-woo          |

#### Klasyfikacje
| Lp. | Zawodnik            | Punkty |
| --- | ------------------- | ------ |
| 1.  | Daria Kaczanowa     | 264    |
| 2.  | Kim Min-sun         | 255    |
| 3.  | Lin Xue             | 180    |
| 4.  | Sanneke De Neeling  | 165    |
| 5.  | Nan Sun             | 147    |
| 6.  | Jelizaweta Kazelina | 140    |
| 7.  | Martine Ripsrud     | 119    |
| 8.  | Anastasiya Chepil   | 114    |
| 9.  | Shi Xiaoxuan        | 105    |
| 10. | Vanessa Bittner     | 100    |

| Lp. | Zawodnik             | Punkty |
| --- | -------------------- | ------ |
| 1.  | Tessa Boogaard       | 285    |
| 2.  | Aleksandra Kapruziak | 225    |
| 3.  | Sanneke De Neeling   | 200    |
| 4.  | Daria Kaczanowa      | 160    |
| 5.  | Nan Sun              | 144    |
| 6.  | Kim Min-sun          | 142    |
| 7.  | Han Mei              | 128    |
| 8.  | Marina Salnikova     | 104    |
| 9.  | Melissa Wijfje       | 100    |
| 10. | Svetlana Maltseva    | 92     |

| Lp. | Zawodnik             | Punkty |
| --- | -------------------- | ------ |
| 1.  | Melissa Wijfje       | 350    |
| 2.  | Jelizaweta Kazelina  | 280    |
| 3.  | Park Ji-woo          | 168    |
| 4.  | Aleksandra Kapruziak | 147    |
| 5.  | Leia Behlau          | 146    |
| 6.  | Esmee Visser         | 128    |
| 7.  | Isabelle Weidemann   | 120    |
| 8.  | Han Mei              | 114    |
| 9.  | Nene Sakai           | 110    |
| 10. | Karolina Bosiek      | 101    |

| Lp. | Zawodnik               | Punkty |
| --- | ---------------------- | ------ |
| 1.  | Melissa Wijfje         | 350    |
| 2.  | Leia Behlau            | 220    |
| 3.  | Park Ji-woo            | 178    |
| 4.  | Jelizaweta Kazelina    | 160    |
| 5.  | Isabelle Weidemann     | 145    |
| 6.  | Karolina Bosiek        | 136    |
| 7.  | Nene Sakai             | 125    |
| 8.  | Karolina Gąsecka       | 119    |
| 9.  | Natálie Kerschbaummayr | 108    |
| 10. | Esmee Visser           | 97     |

| Lp. | Zawodnik         | Punkty |
| --- | ---------------- | ------ |
| 1.  | Holandia         | 170    |
| 2.  | Korea Południowa | 140    |
| 3.  | Niemcy           | 110    |
| 4.  | Rosja            | 108    |
| 5.  | Polska           | 106    |
| 6.  | Kazachstan       | 84     |
| 7.  | Chiny            | 82     |
| 8.  | Austria          | 80     |
| 9.  | Czechy           | 50     |
| 10. | Japonia          | 50     |

| Lp. | Zawodnik               | Punkty |
| --- | ---------------------- | ------ |
| 1.  | Sanneke De Neeling     | 190    |
| 2.  | Leia Behlau            | 186    |
| 3.  | Michelle Uhrig         | 178    |
| 4.  | Park Ji-woo            | 159    |
| 5.  | Esmee Visser           | 152    |
| 6.  | Park Cho-weon          | 150    |
| 7.  | Natálie Kerschbaummayr | 115    |
| 8.  | Viola Feichtner        | 111    |
| 9.  | Vanessa Bittner        | 100    |
| 10. | Nene Sakai             | 95     |

### Mężczyźni
| Lp.    | Data                 | Miejscowość | Konkurencja              | 1 miejsce        | 2 miejsce                | 3 miejsce         |
| ------ | -------------------- | ----------- | ------------------------ | ---------------- | ------------------------ | ----------------- |
| 1. PŚJ | 22-23 listopada 2014 | Calgary     | 1000 m (22.11)           | Masaya Yamada    | Hayato Nakamura          | Ben Donnelly      |
| 1. PŚJ | 22-23 listopada 2014 | Calgary     | 3000 m (22.11)           | Seitaro Ichinohe | Ben Donnelly             | Kota Kikuchi      |
| 1. PŚJ | 22-23 listopada 2014 | Calgary     | Sprint drużynowy (22.11) | Japonia          | Kanada                   | Stany Zjednoczone |
| 1. PŚJ | 22-23 listopada 2014 | Calgary     | 500 m (23.11)            | Masaya Yamada    | Tatsuya Shinhama         | Hayato Nakamura   |
| 1. PŚJ | 22-23 listopada 2014 | Calgary     | 1500 m (23.11)           | Ben Donnelly     | Seitaro Ichinohe         | Masaya Yamada     |
| 1. PŚJ | 22-23 listopada 2014 | Calgary     | Start masowy (23.11)     | Naoki Yui        | Kota Kikuchi             | Seitaro Ichinohe  |
| 2. PŚJ | 13-14 grudnia 2014   | Mińsk       | 1000 m (13.12)           | Stanisław Palkin | Wesly Dijs               | Patrick Roest     |
| 2. PŚJ | 13-14 grudnia 2014   | Mińsk       | 3000 m (13.12)           | Patrick Roest    | Marcel Bosker            | Siergiej Trofimow |
| 2. PŚJ | 13-14 grudnia 2014   | Mińsk       | Sprint drużynowy (13.12) | Holandia         | Białoruś                 | Białoruś II       |
| 2. PŚJ | 13-14 grudnia 2014   | Mińsk       | 500 m (14.12)            | Artiom Krikunow  | Michaił Kazelin          | Stanisław Palkin  |
| 2. PŚJ | 13-14 grudnia 2014   | Mińsk       | 1500 m (14.12)           | Patrick Roest    | Wesly Dijs               | Siergiej Trofimow |
| 2. PŚJ | 13-14 grudnia 2014   | Mińsk       | Start masowy (14.12)     | Patrick Roest    | Marcel Bosker            | Wesly Dijs        |
| 3. PŚJ | 10-11 stycznia 2015  | Changchun   | 1000 m (10.01)           | Liu An           | Huang Yongtao            | Kim Han-song      |
| 3. PŚJ | 10-11 stycznia 2015  | Changchun   | 3000 m (10.01)           | Park Ki-woong    | Bin Zhou                 | Park Seung-kwang  |
| 3. PŚJ | 10-11 stycznia 2015  | Changchun   | Sprint drużynowy (10.01) | Korea Południowa | Chiny I                  | Chiny II          |
| 3. PŚJ | 10-11 stycznia 2015  | Changchun   | 500 m (11.01)            | Yang Tao         | Liu An                   | Kim Han-song      |
| 3. PŚJ | 10-11 stycznia 2015  | Changchun   | 1500 m (11.01)           | Park Ki-woong    | Oh Hyun-min              | Zhang Chuang      |
| 3. PŚJ | 10-11 stycznia 2015  | Changchun   | Start masowy (11.01)     | Alemasi Kahanbai | Xu Chenglong             | Bin Zhou          |
| 4. PŚJ | 17-18 stycznia 2014  | Collalbo    | 500 m (18.01)            | Kim Han-song     | Stanisław Palkin         | Ignat Golovatyuk  |
| 4. PŚJ | 17-18 stycznia 2014  | Collalbo    | 3000 m (17.01)           | Patrick Roest    | Linus Heidegger          | Park Ki-woong     |
| 4. PŚJ | 17-18 stycznia 2014  | Collalbo    | Bieg drużynowy (17.01)   | Rosja            | Korea Południowa         | Chiny             |
| 4. PŚJ | 17-18 stycznia 2014  | Collalbo    | 1500 m (18.01)           | Patrick Roest    | Magnus Myhren Kristensen | Wesly Dijs        |
| 4. PŚJ | 17-18 stycznia 2014  | Collalbo    | 1000 m (17.01)           | Michaił Kazelin  | Patrick Roest            | Wesly Dijs        |
| 4. PŚJ | 17-18 stycznia 2014  | Collalbo    | Start masowy (17.01)     | Oh Hyeon-min     | Bin Zhou                 | Patrick Roest     |
| 5. PŚJ | 14-15 lutego 2015    | Warszawa    | 500 m (14.02)            | Yang Seung-yong  | Viktor Mushtakov         | Michaił Kazelin   |
| 5. PŚJ | 14-15 lutego 2015    | Warszawa    | 3000 m (14.02)           | Patrick Roest    | Siergiej Trofimow        | Marcel Bosker     |
| 5. PŚJ | 14-15 lutego 2015    | Warszawa    | Bieg drużynowy (14.02)   | Korea Południowa | Holandia                 | Rosja             |
| 5. PŚJ | 14-15 lutego 2015    | Warszawa    | 1500 m (15.02)           | Patrick Roest    | Kim Min-seok             | Marcel Bosker     |
| 5. PŚJ | 14-15 lutego 2015    | Warszawa    | 1000 m (15.02)           | Hayato Nakamura  | Tatsuya Shinhama         | Michaił Kazelin   |
| 5. PŚJ | 14-15 lutego 2015    | Warszawa    | Start masowy (15.02)     | Kim Min-seok     | Oh Hyun-min              | Patrick Roest     |

#### Klasyfikacje
| Lp. | Zawodnik             | Punkty |
| --- | -------------------- | ------ |
| 1.  | Michaił Kazelin      | 245    |
| 2.  | Stanisław Palkin     | 225    |
| 3.  | Yang Seung-yong      | 224    |
| 4.  | Viktor Mushtakov     | 170    |
| 5.  | Ignat Golovatyuk     | 170    |
| 6.  | Artiom Krikunow      | 149    |
| 7.  | Kim Han-song         | 135    |
| 8.  | Hayato Nakamura      | 125    |
| 9.  | Henrik Fagerli-Rukke | 112    |
| 10. | Bjørn Magnussen      | 112    |

| Lp. | Zawodnik                 | Punkty |
| --- | ------------------------ | ------ |
| 1.  | Wesly Dijs               | 240    |
| 2.  | Stanisław Palkin         | 227    |
| 3.  | Michaił Kazelin          | 205    |
| 4.  | Hayato Nakamura          | 190    |
| 5.  | Ignat Golovatyuk         | 154    |
| 6.  | Tatsuya Shinhama         | 150    |
| 7.  | Patrick Roest            | 150    |
| 8.  | Magnus Myhren Kristensen | 111    |
| 9.  | Francesco Tescari        | 100    |
| 10. | Henrik Fagerli-Rukke     | 96     |

| Lp. | Zawodnik                 | Punkty |
| --- | ------------------------ | ------ |
| 1.  | Patrick Roest            | 350    |
| 2.  | Magnus Myhren Kristensen | 220    |
| 3.  | Marcel Bosker            | 215    |
| 4.  | Wesly Dijs               | 186    |
| 5.  | Siergiej Trofimow        | 181    |
| 6.  | Park Ki-woong            | 170    |
| 7.  | Oh Hyun-min              | 135    |
| 8.  | Kim Min-seok             | 120    |
| 9.  | Xu Chenglong             | 101    |
| 10. | Ben Donnelly             | 98     |

| Lp. | Zawodnik                 | Punkty |
| --- | ------------------------ | ------ |
| 1.  | Patrick Roest            | 350    |
| 2.  | Siergiej Trofimow        | 250    |
| 3.  | Marcel Bosker            | 217    |
| 4.  | Linus Heidegger          | 197    |
| 5.  | Bin Zhou                 | 144    |
| 6.  | Seitaro Ichinohe         | 140    |
| 7.  | Magnus Myhren Kristensen | 132    |
| 8.  | Oh Hyun-min              | 120    |
| 9.  | Park Ki-woong            | 120    |
| 10. | Xu Chenglong             | 100    |

| Lp. | Zawodnik         | Punkty |
| --- | ---------------- | ------ |
| 1.  | Rosja            | 160    |
| 2.  | Białoruś         | 130    |
| 3.  | Korea Południowa | 130    |
| 4.  | Norwegia         | 110    |
| 5.  | Chiny            | 110    |
| 6.  | Holandia         | 100    |
| 7.  | Polska           | 86     |
| 8.  | Estonia          | 60     |
| 9.  | Japonia          | 50     |
| 10. | Dania            | 44     |

| Lp. | Zawodnik        | Punkty |
| --- | --------------- | ------ |
| 1.  | Patrick Roest   | 275    |
| 2.  | Oh Hyun-min     | 220    |
| 3.  | Marcel Bosker   | 205    |
| 4.  | Anton Kapustin  | 158    |
| 5.  | Linus Heidegger | 154    |
| 6.  | Kim Min-seok    | 150    |
| 7.  | Bin Zhou        | 140    |
| 8.  | Pedro Beckert   | 116    |
| 9.  | Wesly Dijs      | 106    |
| 10. | Clemens Gawer   | 88     |